# 法鲁克·沙雷
法鲁克·沙雷（阿拉伯语：‎，羅馬化：Farouq al-Sharaa，1938年12月10日—）是叙利亚政治人物和外交官。

## 政治生涯
1984年至2006年，任叙利亚外交部长。
2006年至2014年，任叙利亚副总统兼叙利亚阿拉伯复兴社会党副书记。